# Bus-Anschlag auf der M62

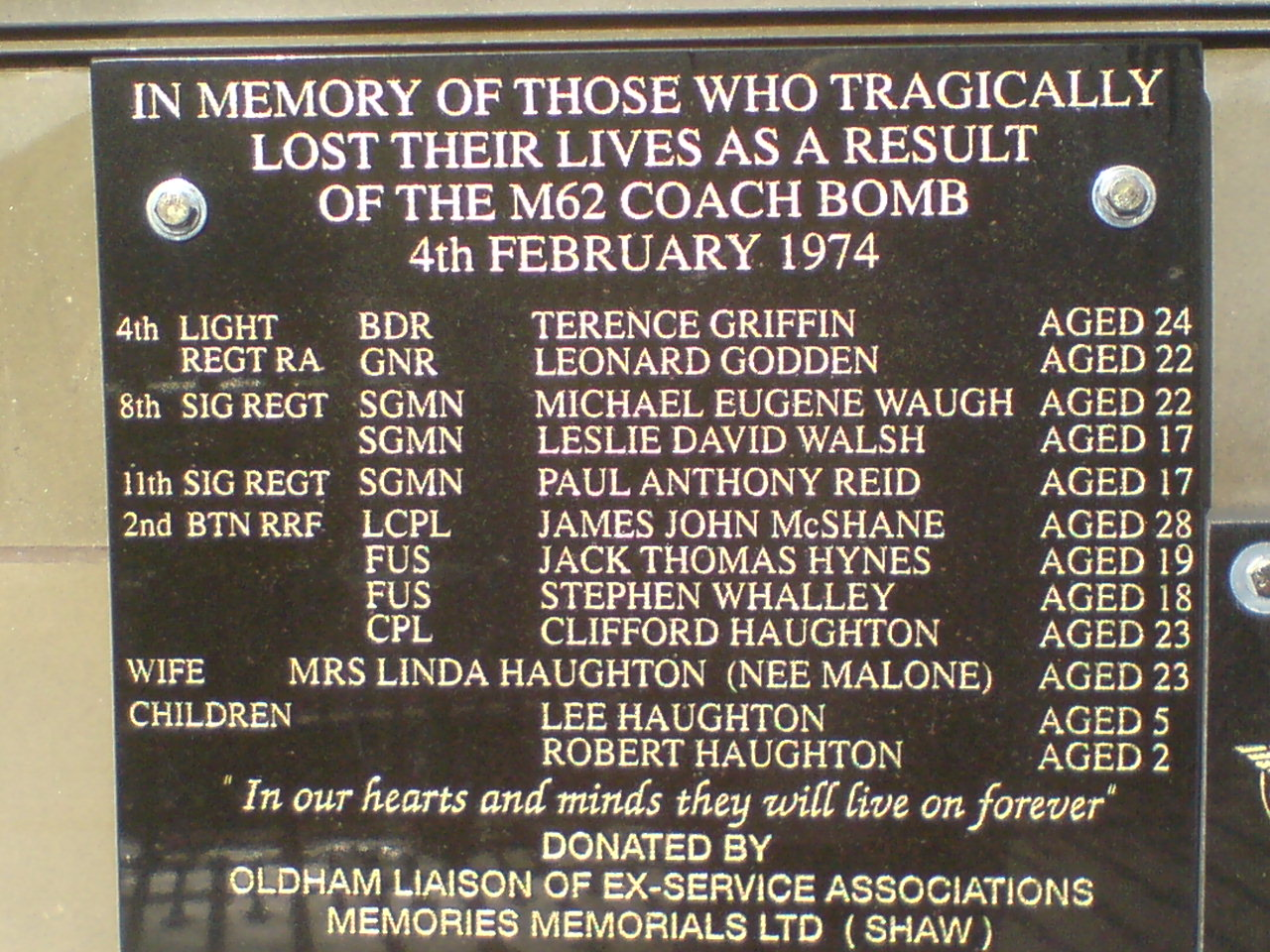
Gedenktafel mit Namen der Opfer

Der Bus-Anschlag auf der M62 (im Vereinigten Königreich als M62 coach bombing bekannt) ereignete sich am 4. Februar 1974 auf der Autobahn M62 im Norden Englands, nahe der Autobahnraststätte Hartshead Moor services bei Hartshead Moor Top in Kirklees, West Riding of Yorkshire, Vereinigtes Königreich. Der Anschlag traf einen mit etwa 50 Personen besetzten Reisebus, der britische Soldaten und deren Familienangehörige von einem Wochenendausflug in Manchester zurück nach Catterick transportieren sollte. Zwölf Insassen wurden getötet, darunter neun Soldaten, eine Frau und zwei Kinder.
Der etwa 20 kg schwere Sprengkörper, der von einem Unbekannten in Manchester im hinteren Gepäckstauraum deponiert worden war, explodierte kurz nach Mitternacht bei voller Fahrt und zerfetzte das Heck des Busses vollständig. Der verletzte Busfahrer Roland Handley konnte das Fahrzeug auf der Straße halten und nach über 200 Metern sicher anhalten. Die nahegelegene Autobahnraststätte Hartshead Moor wurde als Erste-Hilfe-Station genutzt, von wo die Verletzten in Krankenhäuser nach Bradford, Wakefield und Batley gebracht wurden.
Unter den Toten vor Ort befand sich der 23-jährige Lance Corporal Clifford Houghton, dessen gleichaltrige Ehefrau und ihre beiden Söhne im Alter von fünf und zwei Jahren. Zudem wurden sieben weitere Soldaten im Alter zwischen 17 und 28 Jahren getötet, ein weiterer Soldat starb vier Tage später im Krankenhaus. Die Soldaten waren Angehörige verschiedener Einheiten aus dem großen Stationierungsort Catterick sowie dem RAF-Stützpunkt Leeming.
Kampfmittelbeseitiger sowie Bombenexperten der Polizei und Armee untersuchten den Anschlagsort, stoppten und kontrollierten auch drei weitere Reisebusse, die mit Armeeangehörigen aus London, Liverpool und Leeds abgefahren waren. Der Anschlag wird der Provisional IRA zugeschrieben, die seit September 1973 ihre Angriffe auf britische Einrichtungen und Ziele intensiviert hatte.
Der Anschlag führte zu einer Verschärfung der Antiterrorgesetze im Vereinigten Königreich; unter anderem konnten von nun an Terrorverdächtige bis zu sieben Tage ohne Anklage festgehalten und speziell dafür einberufenen Gerichten vorgeführt werden. Nur zehn Tage nach dem Anschlag wurde die 25-jährige Judith Ward verhaftet und im November nicht nur des Bombenanschlages auf der M62, sondern auch der Täterschaft in den Anschlägen auf den Bahnhof Euston vom September 1973 und dem Anschlag auf das Joint Service Defence College in Latimer für schuldig befunden und zu lebenslanger Haft verurteilt.
Ihre Verurteilung stellte sich später als Justizirrtum heraus und sie wurde nach 18 Jahren Haft im Jahr 1992 freigelassen. Das Gericht sah es als erwiesen an, dass der unter psychischen Störungen leidenden Ehefrau eines IRA-Mitglieds unter fragwürdigen Verhörmethoden unterschiedliche Geständnisse abgerungen worden waren. Auch die an ihr vorgenommene Grieß’sche Probe wurde als nicht gerichtsverwertbar beurteilt, da die dabei sichergestellten Rückstände eines Bestandteils von Nitroglycerin an ihren Händen auch bspw. in handelsüblichen Schuhcremes vorkommen. Zudem waren ihr psychischer Zustand und der Widerruf ihrer Geständnisse nicht berücksichtigt worden.
Seit 2009 gibt es eine Gedenkstätte an der Raststätte und eine weitere im Imperial War Museum North.